# Treviglio
Treviglio là một đô thị ở tỉnh Bergamo, vùng Lombardia, Italia. Đô thị này có diện tích km2, dân số là 29.000 người. Đây là đô thị đông dân thứ nhì tỉnh Bergamo. Thị xã có cự ly 20 km về phía nam tỉnh lỵ ở khu vực thấp gọi là Bassa được đánhh dấu bởi sông Adda và sông Serio.